# Coppa del Belgio 2021-2022 (pallavolo maschile)
La Coppa del Belgio 2021-2022, 55ª edizione della coppa nazionale di pallavolo maschile, si è svolta dal 10 settembre 2021 al 27 febbraio 2022: al torneo hanno partecipato trentanove squadre di club belghe e la vittoria finale è andata per la prima volta al VDK Gent.

## Formula
La formula del torneo ha previsto:
- Primo turno, secondo turno, ottavi di finale e quarti di finale, giocati con gara unica.
- Semifinali, giocate con gare di andata e ritorno (in caso di parità di vittorie si è disputato un golden set).
- Finale, giocata con gara unica.

## Squadre partecipanti
| - Aalst - Amigos Zoersel - Antwerp - Avoc Achel - Axis Guibertin - Axis Guibertin B - Berg-op Wijgmaal - Bevo Geetbets - Duvel Puurs - Esneux | - Felco Gavere - Feniks Haacht - FEVO - Haasrode Leuven - Hellvoc - Kortrijk - Kruikenburg Ternat - M. Siks - Maaseik - Marke-Webis | - Mendo - Mendo B - Menen - Mortroux - Nivelles - Noorderkempen - Pervol Ruiselede - Rembert Torhout - Roeselare - Roeselare B | - SafeSign Hasselt - Sparvoc - Tesla Lint - Vamos - VDK Gent - Waremme - Waremme B - Zoersel - Zonhoven |

## Torneo

### Tabellone
|  | Ottavi di finale | Ottavi di finale |  |  | Quarti di finale | Quarti di finale |                 |   | Semifinali | Semifinali | Semifinali |   |  | Finale | Finale |  |
|  |                  |                  |  |  |                  |                  |                 |   |            |            |            |   |  |        |        |  |
|  | Aalst            | 3                |  |  |                  |                  |                 |   |            |            |            |   |  |        |        |  |
|  | Marke-Webis      | 0                |  |  | Aalst            | 3                |                 |   |            |            |            |   |  |        |        |  |
|  | Hellvoc          | 1                |  |  | Maaseik          | 2                |                 |   |            |            |            |   |  |        |        |  |
|  | Maaseik          | 3                |  |  |                  |                  |                 |   | Aalst      | 3          | 3          |   |  |        |        |  |
|  | Antwerp          | 0                |  |  |                  |                  | Haasrode Leuven | 1 | 1          |            |            |   |  |        |        |  |
|  | Haasrode Leuven  | 3                |  |  | Haasrode Leuven  | 3                |                 |   |            |            |            |   |  |        |        |  |
|  | Waremme B        | 3                |  |  | Waremme B        | 0                |                 |   |            |            |            |   |  |        |        |  |
|  | SafeSign Hasselt | 1                |  |  |                  |                  |                 |   | Aalst      | 1          |            |   |  |        |        |  |
|  | Amigos Zoersel   | 0                |  |  |                  |                  |                 |   |            |            | VDK Gent   | 3 |  |        |        |  |
|  | Roeselare        | 3                |  |  | Roeselare        | 1                |                 |   |            |            |            |   |  |        |        |  |
|  | Menen            | 3                |  |  | Menen            | 3                |                 |   |            |            |            |   |  |        |        |  |
|  | Waremme          | 1                |  |  |                  |                  |                 |   | Menen      | 1          | 3          |   |  |        |        |  |
|  | Axis Guibertin   | 1                |  |  |                  |                  | VDK Gent        | 3 | 0          |            |            |   |  |        |        |  |
|  | VDK Gent         | 3                |  |  | VDK Gent         | 3                |                 |   |            |            |            |   |  |        |        |  |
|  | Duvel Puurs      | 0                |  |  | Avoc Achel       | 0                |                 |   |            |            |            |   |  |        |        |  |
|  | Avoc Achel       | 3                |  |  |                  |                  |                 |   |            |            |            |   |  |        |        |  |

### Risultati

#### Primo turno
| 12 settembre 2021 Sporthal Marke, Courtrai Durata: ? - Spettatori: ?                    | Marke-Webis        | 3 - 2 | Rembert Torhout  | 25-16, 25-23, 20-25, 23-25, 15-10 |
| 11 settembre 2021 Stedelijke Sporthal, Oudenaarde Durata: ? - Spettatori: ?             | FEVO               | 3 - 1 | Axis Guibertin B | 25-21, 25-16, 21-25, 25-20        |
| 12 settembre 2021 Sporthal Diepvenneke, Vosselaar Durata: ? - Spettatori: ?             | Noorderkempen      | 2 - 3 | Hellvoc          | 25-13, 16-25, 21-25, 25-20, 14-16 |
| 11 settembre 2021 Vrijetijdscomplex Den Dijk, Haacht Durata: ? - Spettatori: ?          | Feniks Haacht      | 3 - 0 | Pervol Ruiselede | 27-25, 25-23, 25-15               |
| 10 settembre 2021 Sporthal Kruikenburg, Ternat Durata: ? - Spettatori: ?                | Kruikenburg Ternat | 0 - 3 | Antwerp          | 13-25, 12-25, 11-25               |
| 11 settembre 2021 Sporthal Kruikenburg, Ternat Durata: ? - Spettatori: ?                | M. Siks            | 0 - 3 | Berg-op Wijgmaal | 13-25, 12-25, 11-25               |
| 12 settembre 2021 Centrum De Witte, Lint Durata: ? - Spettatori: ?                      | Tesla Lint         | 3 - 1 | Mendo            | 25-21, 22-25, 26-24, 28-26        |
| 12 settembre 2021 Sporthal Overbeke, Gavere Durata: ? - Spettatori: ?                   | Felco Gavere       | 0 - 3 | Waremme B        | 18-25, 19-25, 23-25               |
| 11 settembre 2021 Sporthal Runkst, Hasselt Durata: ? - Spettatori: ?                    | SafeSign Hasselt   | 3 - 1 | Bevo Geetbets    | 25-7, 24-26, 25-14, 25-14         |
| 11 settembre 2021 Jartazi Arena, Zoersel Durata: ? - Spettatori: ?                      | Amigos Zoersel     | 3 - 1 | Sparvoc          | 25-18, 25-18, 22-25, 25-20        |
| 11 settembre 2021 Sporthal Schiervelde, Roeselare Durata: ? - Spettatori: ?             | Roeselare B        | 3 - 0 | Zonhoven         | 25-0, 25-0, 25-0                  |
| 11 settembre 2021 Sportcampus Lange Munte, Courtrai Durata: ? - Spettatori: ?           | Kortrijk           | 2 - 3 | Axis Guibertin   | 27-25, 12-25, 25-21, 21-25, 7-15  |
| 11 settembre 2021 Salle omnisports de Baulers, Nivelles Durata: ? - Spettatori: ?       | Nivelles           | 3 - 0 | Vamos            | 25-18, 25-17, 25-21               |
| 11 settembre 2021 Sportcentrum De Vrijhals, Puurs-Sint-Amands Durata: ? - Spettatori: ? | Duvel Puurs        | 3 - 2 | Mortroux         | 21-25, 25-22, 25-21, 23-25, 15-13 |
| 11 settembre 2021 Complexe sportif Adrien Herman, Esneux Durata: ? - Spettatori: ?      | Esneux             | 0 - 3 | Zoersel          | 20-25, 13-25, 23-25               |

#### Secondo turno
| 22 ottobre 2021 Sporthal Marke, Courtrai Durata: ? - Spettatori: ?                    | Marke-Webis      | 3 - 1 | FEVO             | 25-23, 28-30, 25-11, 25-17        |
| 14 ottobre 2021 Gemeentelijk sportcentrum, Hemiksem Durata: ? - Spettatori: ?         | Hellvoc          | 3 - 0 | Feniks Haacht    | 27-25, 30-28, 25-22               |
| 20 ottobre 2021 Sporthal Arena, Anversa Durata: ? - Spettatori: ?                     | Antwerp          | 3 - 1 | Berg-op Wijgmaal | 18-25, 25-11, 25-19, 25-18        |
| 17 ottobre 2021 Centrum De Witte, Lint Durata: ? - Spettatori: ?                      | Tesla Lint       | 1 - 3 | Waremme B        | 25-21, 20-25, 19-25, 22-25        |
| 2 ottobre 2021 Sporthal Runkst, Hasselt Durata: ? - Spettatori: ?                     | SafeSign Hasselt | 3 - 0 | Mendo B          | 25-23, 25-15, 25-19               |
| 15 ottobre 2021 Jartazi Arena, Zoersel Durata: ? - Spettatori: ?                      | Amigos Zoersel   | 3 - 1 | Roeselare B      | 25-23, 25-20, 21-25, 25-23        |
| 20 ottobre 2021 Centre sportif Moisse, Mont-Saint-Guibert Durata: ? - Spettatori: ?   | Axis Guibertin   | 3 - 2 | Nivelles         | 25-18, 25-27, 25-20, 18-25, 19-17 |
| 14 ottobre 2021 Sportcentrum De Vrijhals, Puurs-Sint-Amands Durata: ? - Spettatori: ? | Duvel Puurs      | 3 - 0 | Zoersel          | 25-22, 25-17, 25-18               |

#### Ottavi di finale
| 30 ottobre 2021 Sportcentrum Schotte, Aalst Durata: ? - Spettatori: ?                 | Aalst          | 3 - 0 | Marke-Webis      | 25-17, 25-18, 25-20        |
| 31 ottobre 2021 Gemeentelijk sportcentrum, Hemiksem Durata: ? - Spettatori: ?         | Hellvoc        | 1 - 3 | Maaseik          | 21-25, 20-25, 25-22, 16-25 |
| 31 ottobre 2021 Sporthal Arena, Anversa Durata: ? - Spettatori: ?                     | Antwerp        | 0 - 3 | Haasrode Leuven  | 22-25, 19-25, 18-25        |
| 31 ottobre 2021 Pôle ballons, Waremme Durata: ? - Spettatori: ?                       | Waremme B      | 3 - 1 | SafeSign Hasselt | 25-16, 25-22, 23-25, 25-18 |
| 31 ottobre 2021 Jartazi Arena, Zoersel Durata: ? - Spettatori: ?                      | Amigos Zoersel | 0 - 3 | Roeselare        | 10-25, 19-25, 14-25        |
| 30 ottobre 2021 Sporthal Vauban, Menen Durata: ? - Spettatori: ?                      | Menen          | 3 - 1 | Waremme          | 25-21, 25-19, 22-25, 25-23 |
| 3 novembre 2021 Centre sportif Moisse, Mont-Saint-Guibert Durata: ? - Spettatori: ?   | Axis Guibertin | 1 - 3 | VDK Gent         | 18-25, 23-25, 30-28, 16-25 |
| 30 ottobre 2021 Sportcentrum De Vrijhals, Puurs-Sint-Amands Durata: ? - Spettatori: ? | Duvel Puurs    | 0 - 3 | Avoc Achel       | 21-25, 22-25, 18-25        |

#### Quarti di finale
| 25 novembre 2021 Sportcentrum Schotte, Aalst Durata: ? - Spettatori: 400        | Aalst           | 3 - 2 | Maaseik    | 25-19, 25-23, 22-25, 22-25, 15-12 |
| 24 novembre 2021 Sportcomplex Haasrode, Oud-Heverlee Durata: ? - Spettatori: 90 | Haasrode Leuven | 3 - 0 | Waremme B  | 25-15, 25-15, 25-17               |
| 24 novembre 2021 Tomabelhal, Roeselare Durata: ? - Spettatori: 520              | Roeselare       | 1 - 3 | Menen      | 23-25, 21-25, 25-22, 22-25        |
| 24 novembre 2021 Edugo Arena, Gand Durata: ? - Spettatori: ?                    | VDK Gent        | 3 - 0 | Avoc Achel | 34-32, 25-21, 25-23               |

#### Semifinali

##### Andata
| 15 dicembre 2021 Sportcentrum Schotte, Aalst Durata: ? - Spettatori: ? | Aalst | 3 - 1 | Haasrode Leuven | 17-25, 25-15, 25-15, 25-20 |
| 22 dicembre 2021 Sporthal Vauban, Menen Durata: ? - Spettatori: ?      | Menen | 1 - 3 | VDK Gent        | 19-25, 25-19, 24-26, 15-25 |

##### Ritorno
| 16 dicembre 2021 Sportcomplex Haasrode, Oud-Heverlee Durata: ? - Spettatori: ? | Haasrode Leuven | 1 - 3 | Aalst | 34-36, 26-24, 23-25, 21-25            |
| 21 dicembre 2021 Edugo Arena, Gand Durata: ? - Spettatori: ?                   | VDK Gent        | 0 - 3 | Menen | 16-25, 19-25, 14-25 Golden set: 15-11 |

#### Finale
| 27 febbraio 2022 Sportpaleis, Anversa Durata: ? - Spettatori: 6 100 | Aalst | 1 - 3 | VDK Gent | 25-21, 23-25, 23-25, 14-25 |